# Rosen Żelazkow
Rosen Dimitrow Żelazkow, bułg. Росен Димитров Желязков (ur. 5 kwietnia 1968 w Sofii) – bułgarski polityk, prawnik i urzędnik państwowy, deputowany, w latach 2018–2021 minister transportu, od 2023 do 2024 przewodniczący Zgromadzenia Narodowego, od 2025 premier Bułgarii.

## Życiorys
Ukończył studia prawnicze na Uniwersytecie Sofijskim im. św. Klemensa z Ochrydy. W 1995 podjął praktykę adwokacką, specjalizując się w prawie cywilnym i prawie handlowym. W latach 90. pełnił m.in. funkcję wiceburmistrza sofijskich rejonów Sredec i Łozenec. W latach 2003–2009 pełnił funkcję sekretarza administracji miejskiej Sofii. Został bliskim współpracownikiem Bojka Borisowa. W okresie jego pierwszego rządu był sekretarzem generalnym rady ministrów, w okresie drugiego gabinetu zajmował stanowisko doradcy premiera do spraw administracji publicznej i zagadnień e-governmentu. W 2016 powołany na prezesa państwowej agencji do spraw technologii informatycznych w administracji publicznej, a w 2017 na prezesa komisji do spraw regulacji rynku telekomunikacyjnego. We wrześniu 2018 dołączył do trzeciego rządu Bojka Borisowa jako minister transportu, technologii informacyjnych i łączności. Zakończył urzędowanie w maju 2021.
W kwietniu 2021 z ramienia partii GERB uzyskał mandat posła do Zgromadzenia Narodowego 45. kadencji. Z powodzeniem ubiegał się o reelekcję w kolejnych wyborach w lipcu 2021, listopadzie 2021, październiku 2022 oraz kwietniu 2023.
W kwietniu 2023 został wybrany na przewodniczącego Zgromadzenia Narodowego 49. kadencji. Funkcję tę sprawował do kwietnia 2024. W wyborach w czerwcu 2024 uzyskał mandat posła 50. kadencji oraz mandat deputowanego do Parlamentu Europejskiego, decydując się przyjąć pierwszy z nich i pozostać w krajowym parlamencie. Otrzymał następnie misję utworzenia nowego rządu, która w lipcu 2024 zakończyła się niepowodzeniem.
Do Zgromadzenia Narodowego został wybrany również w kolejnych wyborach z października 2024. W styczniu 2025 jego formacja zawarła koalicję z socjalistami oraz ugrupowaniem Jest Taki Lud; większość w parlamencie zapewniła grupa Achmeda Dogana. 15 stycznia 2025 prezydent Rumen Radew powierzył partii GERB pierwszy mandat do utworzenia rządu; będący kandydatem na premiera Rosen Żelazkow tego samego dnia przedstawił listę kandydatów na członków gabinetu. Następnego dnia Zgromadzenie Narodowe udzieliło jego rządowi wotum zaufania (większością 125 głosów „za”); na stanowisku premiera rozpoczął urzędowanie tego samego dnia.

## Skład rządu
- premier: Rosen Żelazkow (GERB)[16]